# Marko Brecelj
Marko Brecelj (Sarajevo, 30. travnja 1951. – Izola, 4. veljače 2022.), slovenski kantautor.

## Životopis
Studirao je geologiju na Sveučilištu u Ljubljani koju nije završio. Zatim je studirao tehničku fiziku na FNT. Potom je dobio status slobodnoga umjetnika i napisao je jednu od svojih najboljih skladbi Alojz Valček, koju je posvetio profesoru matematičke fizike Alojzu Kodretu.
Glazbeni put počeo je kao violinist u kvartetu Trije črnci u ljubljanskom triju Krik. Poslije je napustio sviranje violine. Širom je slušateljstvu skrenuo pozornost na se kao kantautor i šansonijer nastupom na Omladinskom festivalu u Subotici 1974. godine, gdje je također dobio nagradu stručnog ocjenjivačkog suda. Iste je godine u suradnji s aranžerom Bojanom Adamičem objavio ploču Cocktail. Ploča je nagrađena nagradom Sedam sekretara SKOJ-a. Na albumu je bila pjesma Hiškar Rogač, koju je snimio s nekim članovima skupine Sedem svetlobnih let. S njima je Marko osnovao rock sastav Buldožer, gdje je djelovao kao pisac većine tekstova i pjevač. Među vrhuncima skupine bila je ploča Pljuni istini u oči. U okviru te glazbene atrakcije koja je postigla uspjeh po cijeloj bivšoj Jugoslaviji postao je jedan od viđenijih frontmena, vokalista i autora na glazbenoj rock pozornici krajem 70-ih godina 20. stoljeća.
U skupini je ostao do 1979. godine i s njom je snimio dvije LP-ploče te soundtrack za film Živi bili pa vidjeli, koji je također izašao u obliku mini LP-a. Na to je napustio sastav i vratio se kantautorstvu te realizirao neke pjesme, koje su u alternativnim glazbenim krugovima postale hitovi (npr. Parada, Radojka, Sexy disco hit itd.).
S pjesnikom Ivanom Volaričem - Feom združio je svoju kreativnost u duu Duo Zlatni zubi. Godina 1983. i 1984. vodio je sastav Marjanov čudni zajec. 1986. godine opet je izdao kantautorski album Desant na rt Dobre nade. Krajem 80-ih je svoje snage udružio sa saksofonistom Primožem Šmitom i bas-gitaristom Alešem Joštom u projektu Javna Dvaja. Kao gost surađivao s raznim glazbenim skupinama (SRP, Strelnikoff itd.). Njegov rad obilježava ironija i kritika malograđanskog društva.
Danas vodi Mladinski, kulturni, socialni in multimedijski center (MKSMC Koper) u Kopru, Društvo prijateljev zmernega napredka te stranku Akacije. Kandidirao se na izborama za mjesto koparskog župana. Bio je savjetnik u mjesnom vijeću MOK 2003. – 2007.

## Diskografija

### Samostalni izvođač
- Cocktail (1974.)
- Duša in jaz, tri ženske od Marka Breclja (singl, 1974.)
- Parada / Majmuni / Trotoari (singl, 1981.)
- Samospevi (2015.)

### Strelnikoff
- Hojladrija * Svinjarija * Diareja * Gonoreja (1994.)

### Javna Dvaja
- Desant na Rt dobre nade (2014.)

### Buldožer
- Pljuni istini u oči (1975.)
- Zabranjeno plakatirati (1976.)
- Živi bili pa vidjeli (1979.)

## Vanjske poveznice
- Dodogovor - Dnevno svežene novice z nevladnega polja  Arhivirana inačica izvorne stranice od 26. veljače 2012. (Wayback Machine) (slo.)
- - Stranka Akacije  Arhivirana inačica izvorne stranice od 8. siječnja 2015. (Wayback Machine) (slo.)
- Marko Brecelj ustreli ministra Rupla (slo.)
- Discogs (eng.)